# Cyphomyrmex kirbyi
Cyphomyrmex kirbyi är en myrart som beskrevs av Mayr 1887. Cyphomyrmex kirbyi ingår i släktet Cyphomyrmex och familjen myror. Inga underarter finns listade i Catalogue of Life.